# Ligne ferroviaire régionale du Latium FL4
La ligne FL4 (FR4 jusqu'en 2012) est le nom d'une ligne du service ferroviaire régional du Latium, intégré au Service ferroviaire suburbain de Rome. 

## Gares

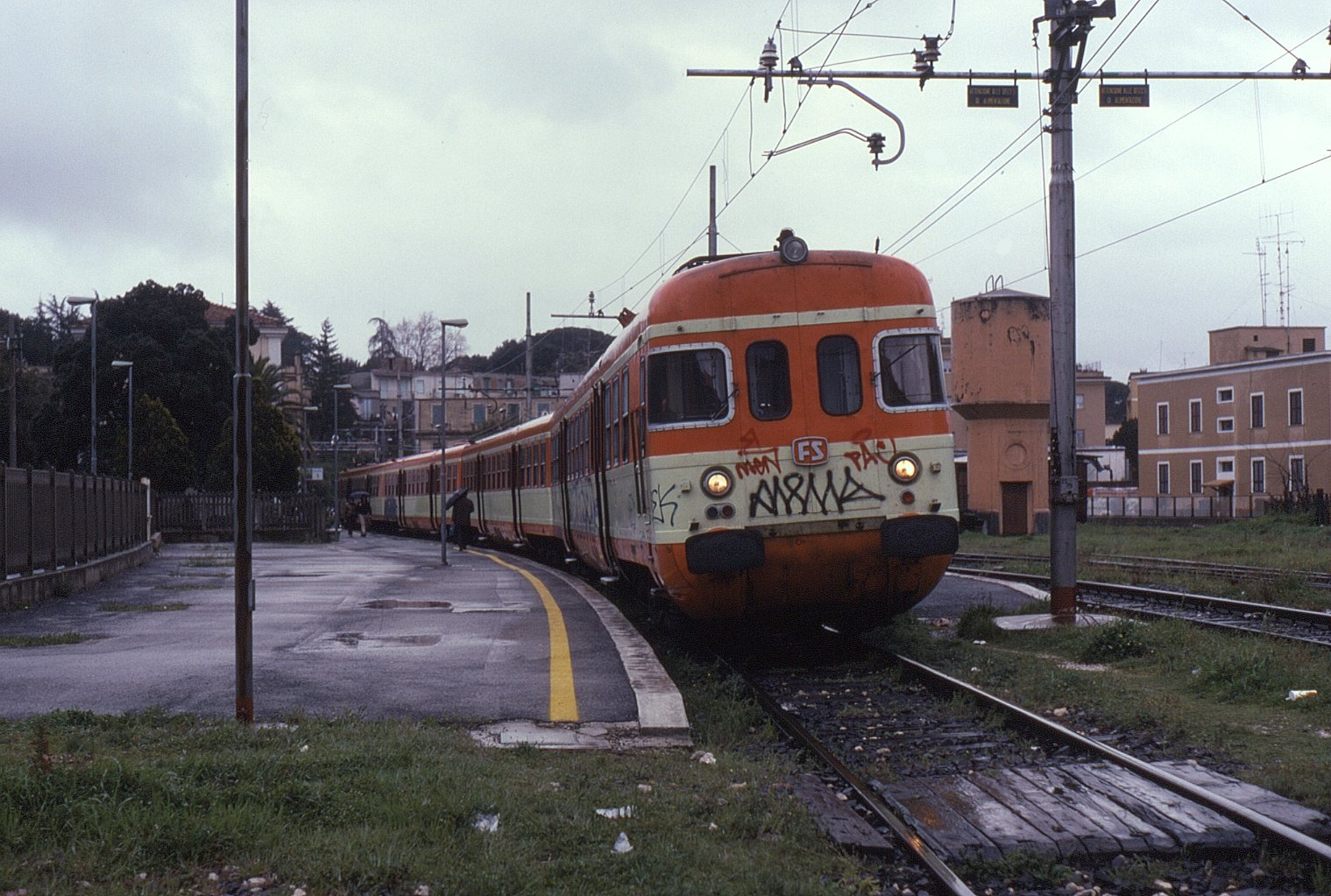
Un train en gare d'Albano Laziale

Tronçon commun
| Gare         | Commune  | Ouverture | Correspondance        | Note                                                | Zone de tarification, |
| ------------ | -------- | --------- | --------------------- | --------------------------------------------------- | --------------------- |
| Rome Termini | Rome     | 1862      | ATAC                  | Billetterie · Scale mobili · Ascenseur · Bar · Taxi | A                     |
| Capannelle   | Rome     | 1939      | ATAC                  | Fin de la zone urbaine de Rome                      | A                     |
| Ciampino     | Ciampino | 1892      | ATRAL ATAC Schiaffini | Billetterie · Bar                                   | B                     |

Tronçon vers Velletri
| Gare                   | Commune         | Ouverture | Correspondance | Note               | Zone de tarification, |
| ---------------------- | --------------- | --------- | -------------- | ------------------ | --------------------- |
| Casabianca             | Ciampino        |           | COTRAL         |                    | B                     |
| Santa Maria delle Mole | Marino          | 1940      | COTRAL         |                    | B                     |
| Pavona                 | Albano Laziale  | 1863      | COTRAL         |                    | B                     |
| Cancelliera            | Ariccia         | 1983      |                |                    | B                     |
| Cecchina               | Albano Laziale  | 1863      | COTRAL         |                    | B                     |
| Lanuvio                | Lanuvio         |           | COTRAL         |                    | B                     |
| San Gennaro            | Genzano di Roma | 2000      | COTRAL         |                    | B                     |
| Sant'Eurosia           | Velletri        | 1941      | COTRAL         |                    | B                     |
| Velletri               | Velletri        | 1862      | COTRAL         | Biglietteria · Bar | B                     |

Tronçon vers Albano Laziale
| Gare            | Commune         | Ouverture | Correspondance | Note | Zone de tarification, |
| --------------- | --------------- | --------- | -------------- | ---- | --------------------- |
| Acqua Acetosa   | Ciampino        |           |                |      | B                     |
| Sassone         | Ciampino        | 1939      |                |      | B                     |
| Pantanella      | Ciampino        | 1989      | COTRAL         |      | B                     |
| Marino Laziale  | Marino          | 1886      | COTRAL         |      | B                     |
| Castel Gandolfo | Castel Gandolfo |           |                |      | B                     |
| Villetta        | Castel Gandolfo | 1984      |                |      | B                     |
| Albano Laziale  | Albano Laziale  |           |                |      | B                     |

Tronçon vers Frascati
| Gare     | Commune  | Ouverture | Correspondance   | Note | Zone de tarification, |
| -------- | -------- | --------- | ---------------- | ---- | --------------------- |
| Frascati | Frascati | 1884      | COTRAL (à 300 m) |      | B                     |